# René Doynel de Saint-Quentin

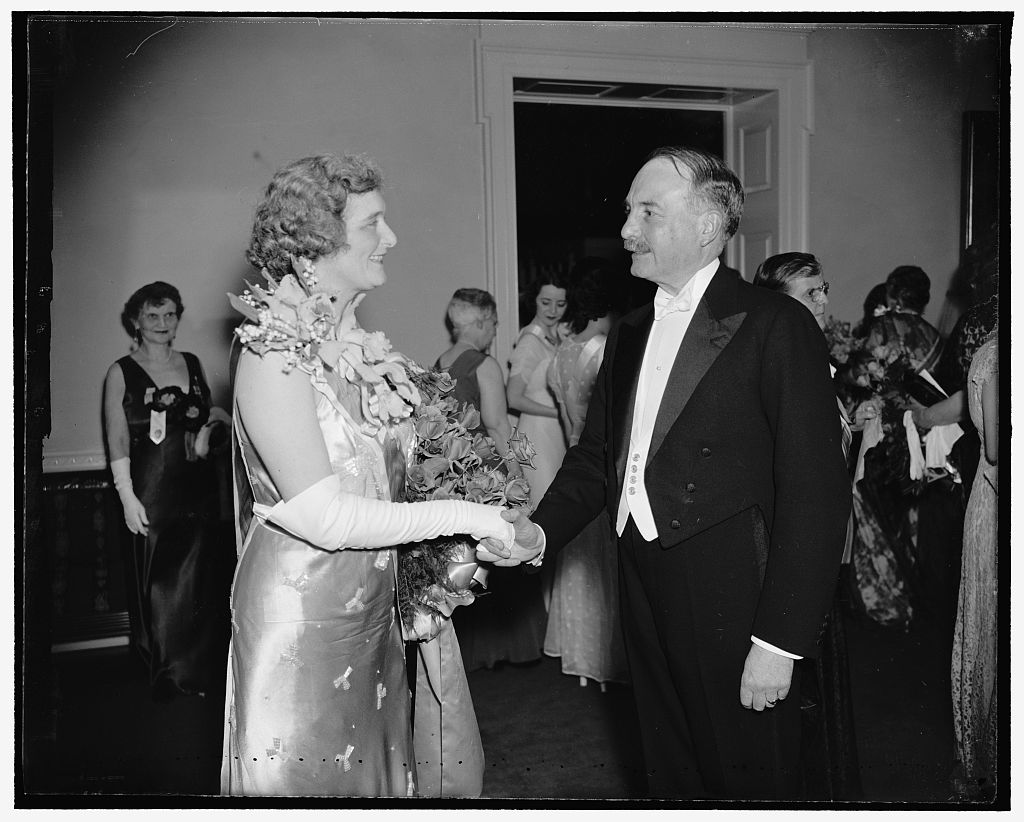

Count René Doynel de Saint-Quentin (* 2. Dezember 1883 in Garcelles-Secqueville; † 15. März 1961 in Paris) war ein französischer Botschafter.

## Leben
Seine Eltern waren Jeanne Marie Adélaïde Alice Stephen-Liégeard und Louis Jules Eugène Cte Doynel de Saint-Quentin (* 14. Oktober 1850 in Caen; † 18. April 1928 in Paris). Während des Ersten Weltkriegs war Lieutenant Rene Doynel de Saint-Quentin französischer Militärattaché bei der britischen Armee in Ägypten.
Polen wurde mit Beginn des Zweiten Weltkriegs zwischen dem Deutschen Reich und der Sowjetunion aufgeteilt. René Doynel de Saint-Quentin drohte im März 1940 – als Botschafter von Albert Lebrun bei Franklin D. Roosevelt – Josef Stalin mit einem Angriff, falls er sich auch das Königreich Rumänien mit dem Deutschen Reich und dem ungarischen Diktator Miklós Horthy teilen würde.
Von 1946 bis 1961 war René Doynel de Saint-Quentin, Präsident des Blindenhilfswerkes Association Valentin Haüy.